# Asilus laetus
Asilus laetus là một loài ruồi trong họ Asilidae. Asilus laetus được Wiedemann miêu tả năm 1824. Loài này phân bố ở miền Ấn Độ - Mã Lai.